# Força de Manutenção de Paz Indiana
Força de Manutenção de Paz Indiana (em inglês:  Indian Peace Keeping Force, IPKF) foi o contingente militar indiano que realizou uma operação de manutenção da paz no Sri Lanka entre 1987 e 1990. Foi formado sob o mandato do Acordo Indo-Cingalês de 1987 que tinha como objetivo acabar com a Guerra Civil do Sri Lanka entre os militantes nacionalistas tâmeis, como os Tigres de Liberação do Tamil Eelam (TLTE), e os militares do Sri Lanka. 
A principal tarefa da Força de Manutenção de Paz Indiana era desarmar os diferentes grupos militantes, não apenas os Tigres de Liberação do Tamil Eelam. Deveria ser rapidamente seguida pela formação de um Conselho de Administração Provisório. Estas foram as atribuições conforme os termos do Acordo Indo-Cingalês, assinado por ordem do primeiro-ministro indiano Rajiv Gandhi. Dada a escalada do conflito no Sri Lanka, e com o fluxo de refugiados na Índia, Gandhi deu o passo decisivo para promover esse acordo. A Força de Manutenção de Paz Indiana seria introduzida no Sri Lanka, a pedido do presidente do Sri Lanka J. R. Jayewardene sob os termos do Acordo. 
Inicialmente não se esperava que a força se envolvesse em quaisquer combates significativos pelo Alto Comando da Índia.  No entanto, dentro de alguns meses, a Força de Manutenção de Paz Indiana se envolveu em batalhas com os Tigres de Liberação do Tamil Eelam para impor a paz. As diferenças começaram com os Tigres de Liberação do Tamil Eelam tentando dominar o Conselho Administrativo Provisório, e também se recusando a desarmar, o que era uma pré-condição para impor a paz na ilha. Logo, essas diferenças levariam os Tigres de Liberação do Tamil Eelam a atacar a Força de Manutenção de Paz Indiana, altura em que os indianos decidiram desarmar os militantes do TLTE, através da força se necessário. Nos dois anos em que esteve no norte do Sri Lanka, a Força de Manutenção de Paz Indiana lançou uma série de operações militares destinadas a destruir a insurgência liderada pelo TLTE. Dada a tática dos Tigres de Liberação do Tamil Eelam em guerra de guerrilha e usando mulheres e crianças como soldados para combater nas batalhas, isso logo se transformou em escaramuças repetidas entre ambos.
A Força de Manutenção de Paz Indiana começou a se retirar do Sri Lanka em 1989, após a eleição de V. P. Singh na Índia e a pedido do presidente recém-eleito do Sri Lanka Ranasinghe Premadasa.  Os últimos contingentes da Força de Manutenção de Paz Indiana deixariam o Sri Lanka em março de 1990.